# 仙石慎太郎
仙石 慎太郎（せんごく しんたろう、1973年 - ）は、日本の技術経営 (MOT)学者、東京工業大学環境・社会理工学院技術経営専門職学位課程/科学技術創成研究院スマート創薬研究ユニット准教授。専門分野は技術経営学、イノベーション経営論、バイオ・ヘルスケア産業論。

## 来歴
学習院高等科を経て、1996年に東京大学理学部生物化学科を卒業。引き続き大学院理学系研究科生物化学専攻に進み、2001年に修了し、博士（理学）を取得した。
大学院修了後、2005年までマッキンゼー・アンド・カンパニー・インク・ジャパンでジネスアナリスト/アソシエイトを務める。続いて2007年までファストトラック・イニシアティブ（独立系VC）でマネージャーを担当する傍ら、東京大学大学院薬学系研究科ファーマコビジネス・イノベーション教室の講師も務めた。
2008年から2009年まで、京都大学産官学連携センター寄附研究部門准教授となり、2009年からは同大学の物質－細胞統合システム拠点(WPI-iCeMS)に移る。
2014年に東京工業大学大学院イノベーションマネジメント研究科に転任し、2016年からは同大学の環境・社会理工学院(兼担・スマート創薬研究ユニット）に在籍。

## 著書

### 共著
- 『食と健康に本気な企業たち：コンシューマー・ヘルスケア産業への挑戦』（木村廣道との共著）かんき出版、2006年10月
- 『博士号をとるときに考えること　とった後にできること：生命科学を学んだ研究者の人生設計』（三浦有紀子との共著）羊土社、2009年3月

### 書籍への寄稿
- 「第12講　医工薬連携による大学研究事業化の展望」木村廣道（編）『リーダーたちが語る医療経営イニシアティブ』かんき出版、 2007年10月、pp.131-141
- 「医薬品研究開発プロジェクトの価値評価手法と評価プロセス」『医薬品研究開発におけるプロジェクトマネジメント手法』サイエンス＆テクノロジー、 2008年2月、pp.1-21
- 「多能性幹細胞の標準化コンセプトの再考」田中正躬・堀友繁（編著）『幹細胞技術の標準化：再生医療への期待』日本規格協会、2012年10月、pp.155-164